# 富山県道333号剣岳公園線
富山県道333号剣岳公園線（とやまけんどう333ごう つるぎだけこうえんせん）は、富山県中新川郡上市町内を通る一般県道である。

## 概要

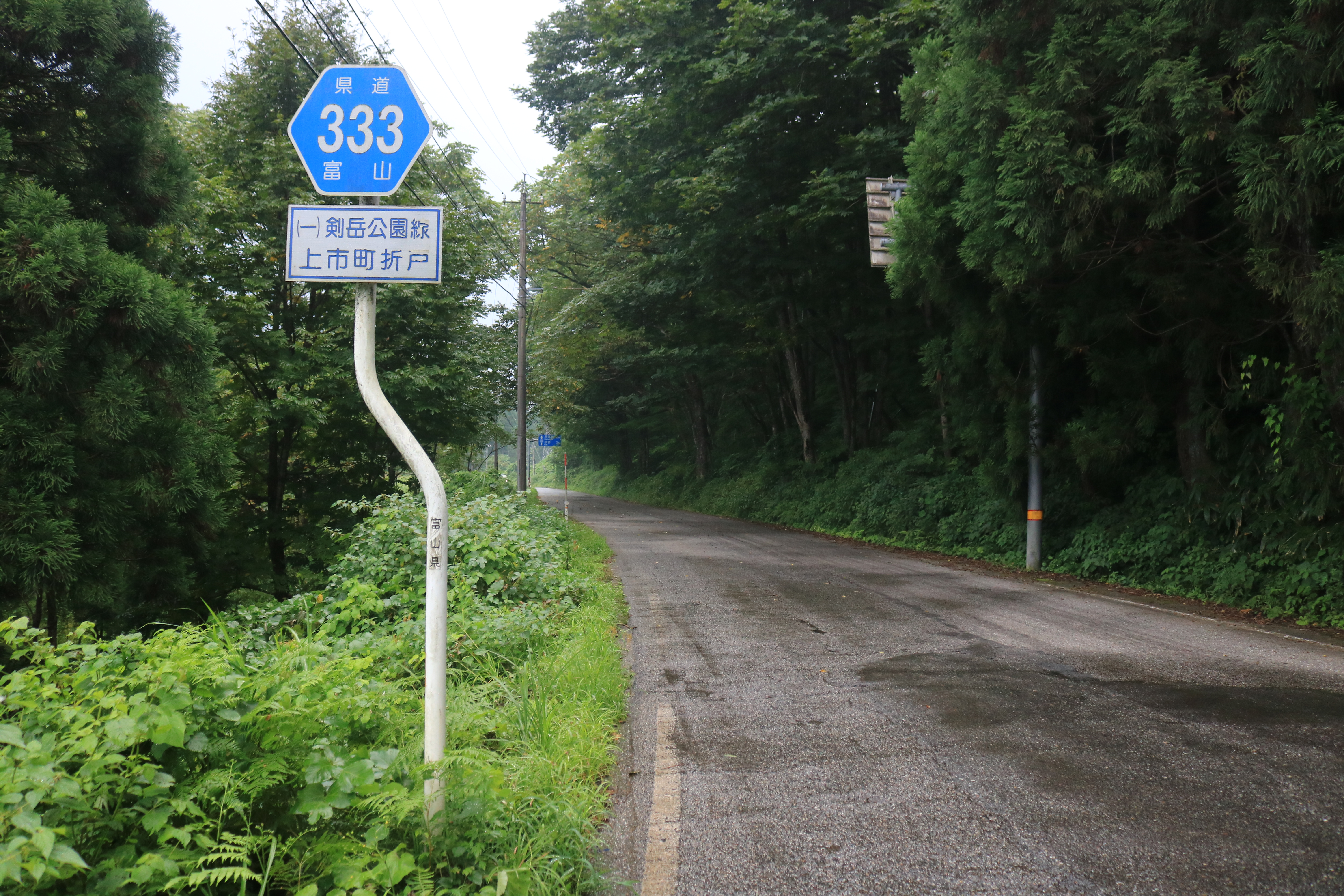
富山県道333号剣岳公園線、中新川郡上市町折戸にて

### 路線データ
- 起点：富山県中新川郡上市町伊折字馬場島
- 終点：富山県中新川郡上市町折戸字宮下割（富山県道46号上市北馬場線・富山県道67号宇奈月大沢野線交点）
- 実延長：12,126m

## 沿革
- 1973年（昭和48年）3月31日 - 認定[1]

## 地理

### 通過する自治体
- 富山県中新川郡上市町

### 接続する道路
- 上市町道（起点：上市町伊折字馬場島、「馬場島荘」東方）
- 富山県道46号上市北馬場線・富山県道67号宇奈月大沢野線（終点：上市町折戸字宮下割）

### 主要橋梁
- 伊折橋

### 周辺
- 剱岳（早月尾根ルート）
- 馬場島荘（剱岳への登山基地）

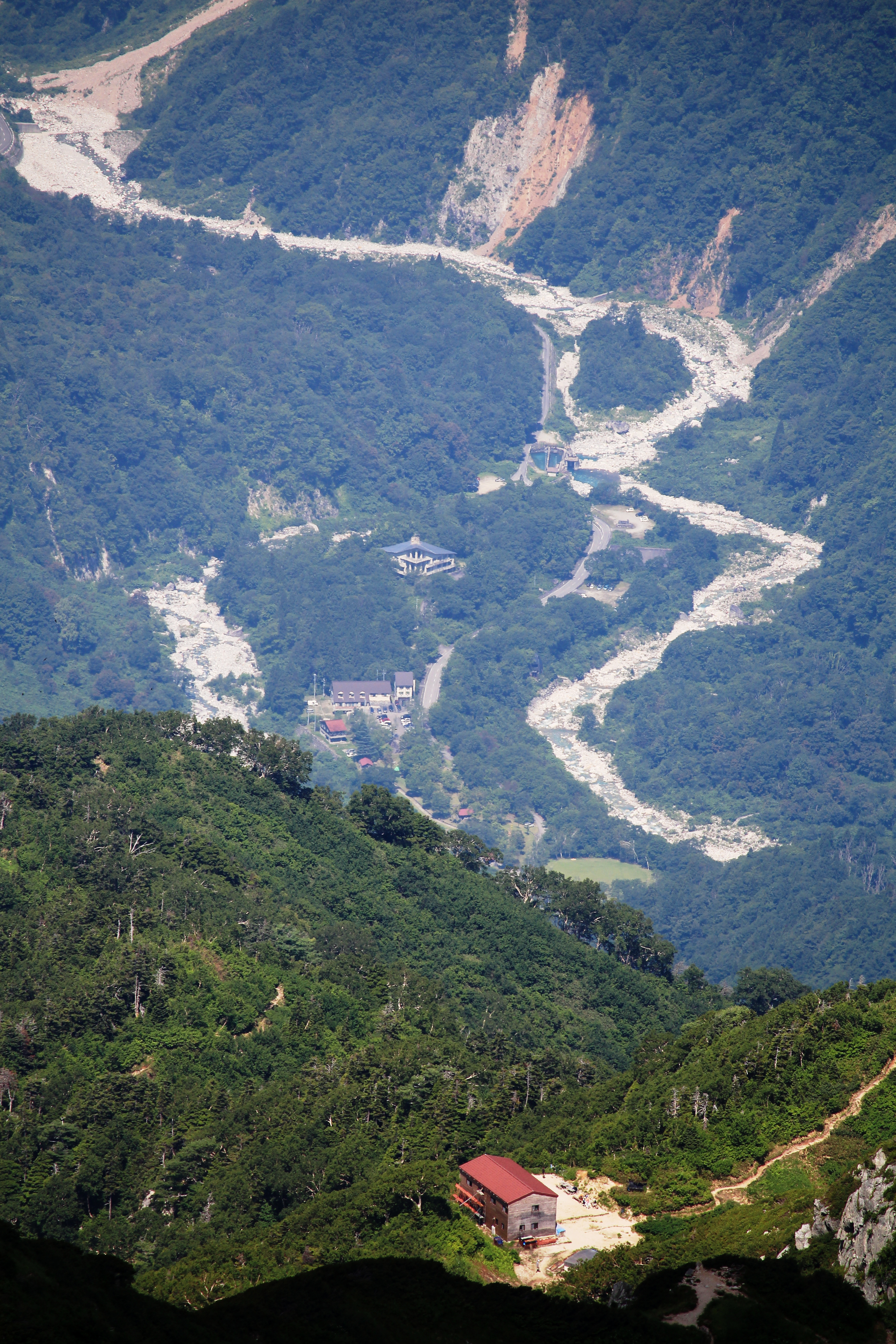
東側の剱岳の早月尾根から見下ろす、早月川沿いを通る富山県道333号剣岳公園線、起点付近に馬場島荘と富山県警察上市警察署馬場島警備派出所

- 富山県警察 上市警察署 馬場島警備派出所（冬季12月1日から翌年4月15日に限り、富山県警察山岳警備隊が駐在）[2]
- 早月川